# لیگ فوتبال ۹۴–۱۸۹۳
لیگ فوتبال ۹۴-۱۸۹۳ ششمین دوره لیگ فوتبال انگلستان بود.

## جدول نهایی لیگ
جدول نهایی با تفکیک جدول دور رفت و برگشت و جدول کلی 
| رده | تیم                | شمار بازی‌ها |  | برد | مساوی | باخت | گل زده | گل خورده |  | برد | مساوی | باخت | گل زده | گل خورده |  | گل زده | گل خورده | میانگین گل | تفاضل گل |  | امتیاز |
| --- | ------------------ | ----------- |  | --- | ----- | ---- | ------ | -------- |  | --- | ----- | ---- | ------ | -------- |  | ------ | -------- | ---------- | -------- |  | ------ |
| ۱   | استون ویلا         | ۳۰          |  | ۱۲  | ۲     | ۱    | ۴۹     | ۱۳       |  | ۷   | ۴     | ۴    | ۳۵     | ۲۹       |  | ۸۴     | ۴۲       | ۲٫۰۰۰      | +۴۲      |  | ۴۴     |
| ۲   | ساندرلند           | ۳۰          |  | ۱۱  | ۳     | ۱    | ۴۶     | ۱۴       |  | ۶   | ۱     | ۸    | ۲۶     | ۳۰       |  | ۷۲     | ۴۴       | ۱٫۶۳۶      | +۲۸      |  | ۳۸     |
| ۳   | دربی کانتی         | ۳۰          |  | ۹   | ۲     | ۴    | ۴۷     | ۳۲       |  | ۷   | ۲     | ۶    | ۲۶     | ۳۰       |  | ۷۳     | ۶۲       | ۱٫۱۷۷      | +۱۱      |  | ۳۶     |
| ۴   | بلکبرن راورز       | ۳۰          |  | ۱۳  | ۰     | ۲    | ۴۸     | ۱۵       |  | ۳   | ۲     | ۱۰   | ۲۱     | ۳۸       |  | ۶۹     | ۵۳       | ۱٫۳۰۲      | +۱۶      |  | ۳۴     |
| ۵   | برنلی              | ۳۰          |  | ۱۳  | ۰     | ۲    | ۴۳     | ۱۷       |  | ۲   | ۴     | ۹    | ۱۸     | ۳۴       |  | ۶۱     | ۵۱       | ۱٫۱۹۶      | +۱۰      |  | ۳۴     |
| ۶   | اورتون             | ۳۰          |  | ۱۱  | ۱     | ۳    | ۶۳     | ۲۳       |  | ۴   | ۲     | ۹    | ۲۷     | ۳۴       |  | ۹۰     | ۵۷       | ۱٫۵۷۹      | +۳۳      |  | ۳۳     |
| ۷   | ناتینگهام فارست    | ۳۰          |  | ۱۰  | ۲     | ۳    | ۳۸     | ۱۶       |  | ۴   | ۲     | ۹    | ۱۹     | ۳۲       |  | ۵۷     | ۴۸       | ۱٫۱۸۸      | +۹       |  | ۳۲     |
| ۸   | وست برومویچ آلبیون | ۳۰          |  | ۸   | ۴     | ۳    | ۳۵     | ۲۳       |  | ۶   | ۰     | ۹    | ۳۱     | ۳۶       |  | ۶۶     | ۵۹       | ۱٫۱۱۹      | +۷       |  | ۳۲     |
| ۹   | ولورهمپتون واندررز | ۳۰          |  | ۱۱  | ۱     | ۳    | ۳۴     | ۲۴       |  | ۳   | ۲     | ۱۰   | ۱۸     | ۳۹       |  | ۵۲     | ۶۳       | ۰٫۸۲۵      | –۱۱      |  | ۳۱     |
| ۱۰  | شفیلد یونایتد      | ۳۰          |  | ۸   | ۳     | ۴    | ۲۶     | ۲۲       |  | ۵   | ۲     | ۸    | ۲۱     | ۳۹       |  | ۴۷     | ۶۱       | ۰٫۷۷۰      | –۱۴      |  | ۳۱     |
| ۱۱  | استوک سیتی         | ۳۰          |  | ۱۳  | ۱     | ۱    | ۴۵     | ۱۷       |  | ۰   | ۲     | ۱۳   | ۲۰     | ۶۲       |  | ۶۵     | ۷۹       | ۰٫۸۲۳      | –۱۴      |  | ۲۹     |
| ۱۲  | د ونزدی            | ۳۰          |  | ۷   | ۳     | ۵    | ۳۲     | ۲۱       |  | ۲   | ۵     | ۸    | ۱۶     | ۳۶       |  | ۴۸     | ۵۷       | ۰٫۸۴۲      | –۹       |  | ۲۶     |
| ۱۳  | بولتون واندررز     | ۳۰          |  | ۷   | ۳     | ۵    | ۱۸     | ۱۴       |  | ۳   | ۱     | ۱۱   | ۲۰     | ۳۸       |  | ۳۸     | ۵۲       | ۰٫۷۳۱      | –۱۴      |  | ۲۴     |
| ۱۴  | پرستون نورث اند    | ۳۰          |  | ۷   | ۱     | ۷    | ۲۵     | ۲۴       |  | ۳   | ۲     | ۱۰   | ۱۹     | ۳۲       |  | ۴۴     | ۵۶       | ۰٫۷۸۶      | –۱۲      |  | ۲۳     |
| ۱۵  | دارون              | ۳۰          |  | ۶   | ۴     | ۵    | ۲۵     | ۲۸       |  | ۱   | ۱     | ۱۳   | ۱۲     | ۵۵       |  | ۳۷     | ۸۳       | ۰٫۴۴۶      | –۴۶      |  | ۱۹     |
| ۱۶  | نیوتون هیث         | ۳۰          |  | ۵   | ۲     | ۸    | ۲۹     | ۳۳       |  | ۱   | ۰     | ۱۴   | ۷      | ۳۹       |  | ۳۶     | ۷۲       | ۰٫۵۰۰      | –۳۶      |  | ۱۴     |

| کلید |                               |
| ---- | ----------------------------- |
|      | قهرمان لیگ                    |
|      | راهیابی به بازی آزمون (پلی‌آف) |

## نتایج
نتایج از وبگاه The Rec.Sport.Soccer Statistics Foundation  و از کتاب "روثمن تاریچه لیگ فوتبال انگلستان" برگرفته شده‌است. نتیجه بازی روز ۲۵ نوامبر ۱۸۹۳ (۴ آذر ۱۲۷۲) بین وولوز و استوک سیتی در بسیاری از روزنامه‌ها ۴-۲ به نفع وولوز ذکر شده‌است که در جدول زیر و در کتابی که توسط اتحادیه فوتبال انگلستان در سال ۱۹۳۷ منتشر شد، آمده است. اما روزنامه تایمز مورخ ۲۷ نوامبر ۱۸۹۳ (۴ آذر ۱۲۷۲) نتیجه بازی را ۵-۲ ذکر کرده‌است و همچنین روزنامه‌های محلی میدلند نیز همین نتیجه را ذکر کردند. چگونگی این چنین تفاوت نادر در اعلام نتایج هیچگاه مشخص نشد.
| ميزبان / ميهمان۱   | است | بلک | بول | برن | دار | درب | اور | نیو | نات | پرس | شفی | اسک | سان | ونز | وست | ولو |
| استون ویلا         |     | ۲–۱ | ۲–۳ | ۴–۰ | ۹–۰ | ۱–۱ | ۳–۱ | ۵–۱ | ۳–۱ | ۲–۰ | ۴–۰ | ۵–۱ | ۲–۱ | ۳–۰ | ۳–۲ | ۱–۱ |
| بلکبرن راورز       | ۲–۰ |     | ۰–۱ | ۳–۲ | ۴–۱ | ۰–۲ | ۴–۳ | ۴–۰ | ۶–۱ | ۱–۰ | ۴–۱ | ۵–۰ | ۴–۳ | ۵–۱ | ۳–۰ | ۳–۰ |
| بولتون واندررز     | ۰–۱ | ۲–۱ |     | ۲–۰ | ۱–۰ | ۱–۱ | ۰–۱ | ۲–۰ | ۱–۱ | ۰–۳ | ۰–۱ | ۴–۱ | ۲–۰ | ۱–۱ | ۰–۳ | ۲–۰ |
| برنلی              | ۳–۶ | ۱–۰ | ۲–۱ |     | ۵–۱ | ۳–۱ | ۲–۱ | ۴–۱ | ۳–۱ | ۴–۱ | ۴–۱ | ۴–۰ | ۱–۰ | ۰–۱ | ۳–۰ | ۴–۲ |
| دارون              | ۱–۱ | ۲–۳ | ۱–۳ | ۰–۰ |     | ۲–۳ | ۳–۳ | ۱–۰ | ۰–۴ | ۲–۱ | ۳–۳ | ۳–۱ | ۰–۳ | ۲–۱ | ۲–۱ | ۳–۱ |
| دربی کانتی         | ۰–۳ | ۵–۲ | ۶–۱ | ۳–۳ | ۲–۱ |     | ۷–۳ | ۲–۰ | ۳–۴ | ۲–۱ | ۲–۱ | ۵–۲ | ۱–۴ | ۳–۳ | ۲–۳ | ۴–۱ |
| اورتون             | ۴–۲ | ۲–۲ | ۳–۲ | ۴–۳ | ۸–۱ | ۱–۲ |     | ۲–۰ | ۴–۰ | ۲–۳ | ۲–۳ | ۶–۲ | ۷–۱ | ۸–۱ | ۷–۱ | ۳–۰ |
| نیوتون هیث         | ۱–۳ | ۵–۱ | ۲–۲ | ۳–۲ | ۰–۱ | ۲–۶ | ۰–۳ |     | ۱–۱ | ۱–۳ | ۰–۲ | ۶–۲ | ۲–۴ | ۱–۲ | ۴–۱ | ۱–۰ |
| ناتینگهام فارست    | ۱–۲ | ۰–۰ | ۱–۰ | ۵–۰ | ۴–۱ | ۴–۲ | ۳–۲ | ۲–۰ |     | ۴–۲ | ۱–۱ | ۲–۰ | ۱–۲ | ۱–۰ | ۲–۳ | ۷–۱ |
| پرستون نورث اند    | ۲–۵ | ۰–۱ | ۱–۰ | ۱–۲ | ۴–۱ | ۱–۰ | ۲–۴ | ۲–۰ | ۰–۲ |     | ۳–۰ | ۳–۳ | ۱–۲ | ۱–۰ | ۳–۱ | ۱–۳ |
| شفیلد یونایتد      | ۳–۰ | ۳–۲ | ۴–۲ | ۱–۰ | ۲–۱ | ۱–۲ | ۰–۳ | ۳–۱ | ۰–۲ | ۱–۱ |     | ۳–۳ | ۱–۰ | ۱–۱ | ۰–۲ | ۳–۲ |
| استوک سیتی         | ۳–۳ | ۳–۱ | ۵–۰ | ۴–۲ | ۳–۱ | ۳–۱ | ۳–۱ | ۳–۱ | ۲–۱ | ۲–۱ | ۵–۰ |     | ۲–۰ | ۴–۱ | ۳–۱ | ۰–۳ |
| ساندرلند           | ۱–۱ | ۲–۳ | ۲–۱ | ۲–۲ | ۴–۰ | ۵–۰ | ۱–۰ | ۴–۱ | ۲–۰ | ۶–۳ | ۴–۱ | ۴–۰ |     | ۱–۱ | ۲–۱ | ۶–۰ |
| د ونزدی            | ۲–۲ | ۴–۲ | ۲–۱ | ۰–۱ | ۵–۰ | ۴–۰ | ۱–۱ | ۰–۱ | ۱–۰ | ۳–۰ | ۱–۲ | ۴–۱ | ۲–۲ |     | ۲–۴ | ۱–۴ |
| وست برومویچ آلبیون | ۳–۶ | ۲–۱ | ۵–۲ | ۱–۱ | ۲–۲ | ۰–۱ | ۳–۱ | ۳–۱ | ۳–۰ | ۲–۰ | ۳–۱ | ۴–۲ | ۲–۳ | ۲–۲ |     | ۰–۰ |
| ولورهمپتون واندررز | ۳–۰ | ۵–۱ | ۲–۱ | ۱–۰ | ۲–۱ | ۲–۴ | ۲–۰ | ۲–۰ | ۳–۱ | ۰–۰ | ۳–۴ | ۴–۲ | ۲–۱ | ۳–۱ | ۰–۸ |     |

منبع: 
۱تیمهای میزبان در جدول عمودی و میهمان در جدول افقی.
رنگ ها: آبی = برد در خانه خود; زرد = مساوی; قرمز = باخت در خانه خود.

## بازی‌های آزمون ۱۸۹۴
بازی‌های آزمون نوعی بازی پلی‌آف بودند که در این بازی‌ها تیم‌های آخر لیگ دسته اول با تیم‌های برتر و نخست لیگ دسته دوم روبرو می شدند. اگر تیم دسته اولی در این بازی پیروز می شد، در لیگ دسته اول باقی می‌ماند. اگر تیم دسته دومی پیروز می شد، برای حضور در دسته اول در نظر گرفته می شد. تیم‌های بازنده نیز به دسته دوم می رفتند.
| لیورپول (قهرمان لیگ دسته دوم) | ۲–۰ | نیوتون هیث (تیم شانزدهم لیگ دسته اول) |
| ----------------------------- | --- | ------------------------------------- |
|                               |     |                                       |

| اسمال هیث (تیم دوم لیگ دسته دوم) | ۳–۱ | دارون (تیم پانزدهم لیگ دسته اول) |
| -------------------------------- | --- | -------------------------------- |
|                                  |     |                                  |

| پرستون نورث اند (تیم چهاردهم لیگ دسته اول) | ۴–۰ | نوتس کانتی (تیم سوم لیگ دسته دوم) |
| ------------------------------------------ | --- | --------------------------------- |
|                                            |     |                                   |

لیورپول و اسمال هیث به لیگ دسته اول راه یافتند و پرستون نورث اند در دسته اول باقی‌ماند.
دارون و نیوتون هیث به لیگ دسته دوم سقوط کردند و نوتس کانتی در دسته دوم باقی‌ماند.

## دسته دوم
| رده | تیم                  | بازی |  | برد | مساوی | باخت | گل زده | گل خورده |  | برد | مساوی | باخت | گل زده | گل خورده |  | گل زده | گل خورده | میانگین گل | تفاضل گل |  | امتیاز |
| --- | -------------------- | ---- |  | --- | ----- | ---- | ------ | -------- |  | --- | ----- | ---- | ------ | -------- |  | ------ | -------- | ---------- | -------- |  | ------ |
| ۱   | لیورپول              | ۲۸   |  | ۱۴  | ۰     | ۰    | ۴۶     | ۶        |  | ۸   | ۶     | ۰    | ۳۱     | ۱۲       |  | ۷۷     | ۱۸       | ۴٫۲۷۸      | +        |  | ۵۰     |
| ۲   | اسمال هیث            | ۲۸   |  | ۱۲  | ۰     | ۲    | ۶۸     | ۱۹       |  | ۹   | ۰     | ۵    | ۳۵     | ۲۵       |  | ۷۰     | ۳۱       | ۲٫۳۴۱      | +        |  | ۴۲     |
| ۳   | نوتس کانتی           | ۲۸   |  | ۱۲  | ۱     | ۱    | ۵۵     | ۱۴       |  | ۶   | ۲     | ۶    | ۱۵     | ۱۷       |  | ۷۰     | ۳۱       | ۲٫۲۵۸      | +        |  | ۳۹     |
| ۴   | نیوکاسل یونایتد      | ۲۸   |  | ۱۲  | ۱     | ۱    | ۴۴     | ۱۰       |  | ۳   | ۵     | ۶    | ۲۲     | ۲۹       |  | ۶۶     | ۳۹       | ۱٫۶۹۲      | +        |  | ۳۶     |
| ۵   | گریمسبی تاون         | ۲۸   |  | ۱۱  | ۱     | ۲    | ۴۷     | ۱۶       |  | ۴   | ۱     | ۹    | ۲۴     | ۴۲       |  | ۷۱     | ۵۸       | ۱٫۲۲۴      | +        |  | ۳۲     |
| ۶   | بورتون سویفتس        | ۲۸   |  | ۹   | ۱     | ۴    | ۵۲     | ۲۶       |  | ۵   | ۲     | ۷    | ۲۷     | ۳۵       |  | ۷۹     | ۶۱       | ۱٫۲۹۵      | +        |  | ۳۱     |
| ۷   | بورسلم پورت ویل      | ۲۸   |  | ۱۰  | ۲     | ۲    | ۴۳     | ۲۰       |  | ۳   | ۲     | ۹    | ۲۳     | ۴۴       |  | ۶۶     | ۶۴       | ۱٫۰۳۱      | +        |  | ۳۰     |
| ۸   | لینکولن سیتی         | ۲۸   |  | ۵   | ۴     | ۵    | ۳۱     | ۲۲       |  | ۶   | ۲     | ۶    | ۲۸     | ۳۶       |  | ۵۹     | ۵۸       | ۱٫۰۱۷      | +        |  | ۲۸     |
| ۹   | وولویچ آرسنال        | ۲۸   |  | ۹   | ۱     | ۴    | ۳۳     | ۱۹       |  | ۳   | ۳     | ۸    | ۱۹     | ۳۶       |  | ۵۲     | ۵۵       | ۰٫۹۴۵      | +        |  | ۲۸     |
| ۱۰  | والسال تاون سویفتس   | ۲۸   |  | ۸   | ۱     | ۵    | ۳۶     | ۲۳       |  | ۲   | ۲     | ۱۰   | ۱۵     | ۳۸       |  | ۵۱     | ۶۱       | ۰٫۸۳۶      | +        |  | ۲۳     |
| ۱۱  | میدلزبورو آیرنوپولیس | ۲۸   |  | ۷   | ۴     | ۳    | ۲۷     | ۲۰       |  | ۱   | ۰     | ۱۳   | ۱۰     | ۵۲       |  | ۳۷     | ۷۲       | ۰٫۵۱۴      | +        |  | ۲۰     |
| ۱۲  | کرو آلکساندرا        | ۲۸   |  | ۳   | ۷     | ۴    | ۲۲     | ۲۲       |  | ۳   | ۰     | ۱۱   | ۲۰     | ۵۱       |  | ۴۲     | ۷۳       | ۰٫۵۷۵      | +        |  | ۱۹     |
| ۱۳  | منچستر سیتی          | ۲۸   |  | ۶   | ۱     | ۷    | ۳۲     | ۲۰       |  | ۲   | ۱     | ۱۱   | ۱۵     | ۵۱       |  | ۴۷     | ۷۱       | ۰٫۶۶۲      | +        |  | ۱۸     |
| ۱۴  | روترهام تاون         | ۲۸   |  | ۵   | ۱     | ۸    | ۲۸     | ۴۲       |  | ۱   | ۲     | ۱۱   | ۱۶     | ۴۹       |  | ۴۴     | ۹۱       | ۰٫۴۸۴      | +        |  | ۱۵     |
| ۱۵  | نورتویچ ویکتوریا     | ۲۸   |  | ۳   | ۳     | ۸    | ۱۷     | ۳۴       |  | ۰   | ۰     | ۱۴   | ۱۳     | ۶۴       |  | ۳۰     | ۹۸       | ۰٫۳۰۶      | +        |  | ۹      |

| کلید |                                                              |
| ---- | ------------------------------------------------------------ |
|      | قهرمان، راهیابی به بازی آزمون (پلی‌آف)                        |
|      | راهیابی به بازی آزمون (پلی‌آف)                                |
|      | قهرمان جام حذفی (نوتس کانتی را ببینید.)                      |
|      | باشگاه‌های جدید (همچنین ببینید لیورپول, میدلزبورو آیرنوپولیس) |
|      | دوباره برگزیده شده                                           |
|      | دوباره برگزیده نشده یا کناره‌گیری کرده                        |

### ننایج دسته دوم
| ميزبان / ميهمان۱     | بور | بور | کرو | گری | لین | لیو | من‌س  | م‌آی | نیو | نور | نوت | روت | اسم | وال | وول |
| بورسلم پورت ویل      |     | ۳–۱ | ۴–۲ | ۶–۱ | ۵–۳ | ۲–۲ | ۴–۲  | ۴–۰ | ۱–۱ | ۳–۲ | ۱–۰ | ۲–۳ | ۵–۰ | ۱–۲ | ۲–۱ |
| بورتون سویفتس        | ۵–۳ |     | ۶–۱ | ۰–۳ | ۱–۳ | ۱–۱ | ۵–۰  | ۷–۰ | ۳–۱ | ۶–۲ | ۰–۲ | ۴–۱ | ۰–۲ | ۸–۵ | ۶–۲ |
| کرو آلکساندرا        | ۱–۱ | ۱–۲ |     | ۳–۳ | ۱–۱ | ۰–۵ | ۱–۱  | ۵–۰ | ۱–۱ | ۳–۰ | ۰–۲ | ۲–۰ | ۳–۵ | ۱–۱ | ۰–۰ |
| گریمسبی تاون         | ۴–۰ | ۲–۱ | ۳–۲ |     | ۲–۴ | ۰–۱ | ۵–۰  | ۲–۱ | ۰–۰ | ۷–۰ | ۵–۲ | ۷–۱ | ۲–۱ | ۵–۲ | ۳–۱ |
| لینکولن سیتی         | ۲–۲ | ۱–۱ | ۶–۱ | ۱–۲ |     | ۱–۱ | ۶–۰  | ۲–۳ | ۲–۱ | ۴–۱ | ۰–۲ | ۱–۱ | ۲–۵ | ۰–۲ | ۳–۰ |
| لیورپول              | ۲–۱ | ۳–۱ | ۲–۰ | ۲–۰ | ۴–۰ |     | ۳–۰  | ۶–۰ | ۵–۱ | ۴–۰ | ۲–۱ | ۵–۱ | ۳–۱ | ۳–۰ | ۲–۰ |
| منچستر سیتی          | ۸–۱ | ۱–۴ | ۱–۲ | ۴–۱ | ۰–۱ | ۰–۱ |      | ۶–۱ | ۲–۳ | ۴–۲ | ۰–۰ | ۳–۲ | ۰–۱ | ۳–۰ | ۰–۱ |
| میدلزبورو آیرنوپولیس | ۳–۱ | ۲–۱ | ۲–۰ | ۲–۶ | ۰–۰ | ۰–۲ | ۲–۰  |     | ۱–۱ | ۲–۱ | ۰–۰ | ۶–۱ | ۳–۰ | ۱–۱ | ۳–۶ |
| نیوکاسل یونایتد      | ۲–۱ | ۴–۱ | ۲–۱ | ۴–۱ | ۵–۱ | ۰–۰ | ۲–۱  | ۷–۲ |     | ۳–۰ | ۳–۰ | ۴–۰ | ۰–۲ | ۲–۰ | ۶–۰ |
| نورتویچ ویکتوریا     | ۱–۵ | ۱–۱ | ۱–۲ | ۰–۱ | ۰–۳ | ۲–۳ | ۱–۴  | ۲–۱ | ۵–۳ |     | ۰–۱ | ۱–۱ | ۰–۷ | ۱–۰ | ۲–۲ |
| نوتس کانتی           | ۶–۱ | ۶–۲ | ۹–۱ | ۳–۰ | ۱–۲ | ۱–۱ | ۵–۰  | ۳–۰ | ۳–۱ | ۶–۱ |     | ۴–۲ | ۳–۱ | ۲–۰ | ۳–۲ |
| روترهام تاون         | ۰–۱ | ۲–۵ | ۱–۴ | ۴–۳ | ۲–۸ | ۱–۴ | ۱–۳  | ۴–۱ | ۲–۱ | ۵–۴ | ۰–۲ |     | ۲–۳ | ۳–۲ | ۱–۱ |
| اسمال هیث            | ۶–۰ | ۶–۱ | ۶–۱ | ۵–۲ | ۶–۰ | ۳–۴ | ۱۰–۲ | ۲–۱ | ۱–۴ | ۸–۰ | ۳–۰ | ۴–۳ |     | ۴–۰ | ۴–۱ |
| والسال تاون سویفتس   | ۰–۵ | ۳–۴ | ۵–۱ | ۵–۰ | ۵–۲ | ۱–۱ | ۵–۲  | ۱–۰ | ۱–۲ | ۳–۰ | ۲–۱ | ۳–۰ | ۱–۳ |     | ۱–۲ |
| وولویچ آرسنال        | ۴–۱ | ۰–۲ | ۳–۲ | ۳–۱ | ۴–۰ | ۰–۵ | ۱–۰  | ۱–۰ | ۲–۲ | ۶–۰ | ۱–۲ | ۳–۰ | ۱–۴ | ۴–۰ |     |

منبع: Ian Laschke: Rothmans Book of Football League Records 1888–89 to 1978–79. Macdonald and Jane’s, London & Sydney, 1980.
۱تیمهای میزبان در جدول عمودی و میهمان در جدول افقی.
رنگ ها: آبی = برد در خانه خود; زرد = مساوی; قرمز = باخت در خانه خود.